# 畑勇三郎
畑 勇三郎（はた ゆうざぶろう、1890年（明治23年）2月17日 - 1970年（昭和45年）11月25日）は、日本の陸軍軍人。最終階級は陸軍少将。

## 経歴
東京府出身。1911年（明治44年）5月、陸軍士官学校（23期）を卒業。同年12月、砲兵少尉に任官し重砲兵第6連隊付となる。1914年（大正3年）11月、陸軍砲工学校高等科（第20期）を卒業。1921年（大正10年）11月、陸軍大学校（33期）を卒業し野戦重砲兵第6連隊中隊長に就任。
1922年（大正11年）12月、陸軍重砲兵学校教官となり、アメリカ駐在に転じ、1926年（大正15年）8月、砲兵少佐に昇進。1928年（昭和3年）8月、重砲兵学校教官となり、陸大教官を務め、1930年（昭和5年）8月、砲兵中佐、1934年（昭和9年）8月、砲兵大佐に昇進。同年12月、野砲兵第22連隊長に就任し、重砲兵学校研究部主事を経て、1937年（昭和12年）9月、第13師団参謀長に発令され日中戦争に出征。1938年（昭和13年）3月、重砲兵学校幹事に転じ、同年7月、陸軍少将に進級し砲兵監部付となる。
1939年（昭和14年）3月、野戦重砲兵第3旅団長に発令されノモンハン事件に出動した。同年11月、関東軍司令部付となり、参謀本部付を経て、1940年（昭和15年）1月、予備役に編入された。
1940年（昭和15年）4月、満州国三江省次長に就任。1942年（昭和17年）1月、東安省長に転じた。1944年（昭和19年）7月に召集され、広島軍需輸送統制部長に就任し、1945年（昭和20年）5月、船舶司令部広島支部長に転じ終戦を迎えた。
1947年（昭和22年）11月28日、公職追放仮指定を受けた。

## 栄典
- 1940年（昭和15年）8月15日 - 紀元二千六百年祝典記念章[6]